# کومسومول (شهرستان بایماکسکی، باشقیرستان)
کومسومول (به لاتین: Komsomol) یک منطقهٔ مسکونی در روسیه است که در باشقیرستان واقع شده‌است.